# Zwenkauer See
Der Zwenkauer See ist ein rund 12 km südlich vom Leipziger Stadtzentrum gelegenes künstlich entstandenes Stillgewässer im Leipziger Neuseenland. Er entstand aus einem Tagebaurestloch (Braunkohletagebau Zwenkau) und wurde am 9. Mai 2015 zur touristischen Nutzung freigegeben. Mit einer Fläche von 9,7 km² und einem Umfang von 22 km ist der Zwenkauer See der größte See im Leipziger Neuseenland.

## Lage und Gestalt
Der Zwenkauer See liegt etwa zwölf Kilometer südsüdwestlich des Leipziger Stadtzentrums, südöstlich des Leipziger Stadtteils Knautnaundorf und nordöstlich des Zwenkauer Stadtteiles Zitzschen; Anteile an der Seefläche haben sowohl Leipzig als auch Zwenkau. Die kürzeste Entfernung zum nördlich befindlichen Cospudener See beträgt zirka 700 Meter. Zwischen beiden Seen verläuft die A 38. Nördlich von dieser liegt der Freizeitpark Belantis.
Der Zwenkauer See hat, bedingt durch die bergbaulichen Erfordernisse, eine unregelmäßige Gestalt. Der Tagebau Zwenkau umrundete die Stadt in seinem 70-jährigen Betrieb in nahezu einem Dreiviertel-Kreisring, von Süden kommend östlich und nördlich an der Stadt vorbei. Obwohl große Teile der Tagebaufläche wieder rekultiviert wurden und jetzt die Neue Harth bilden, musste die Zufahrt in die Grube östlich von Zwenkau bis zum Schluss offen bleiben. Ebenso unverfüllt sind auch die letzten Abbauflächen im Nordwesten der Stadt. Daher verläuft der See östlich von Zwenkau über zirka zwei Kilometer in etwa Nord-Süd-Richtung bei einer Breite um 400 Meter, wendet sich dann nach einer nordöstlichen Ausbuchtung auf 600 Meter verbreitert nach Westen und öffnet sich zu einem annähernden Dreieck von 2,5 Kilometer Kantenlänge.

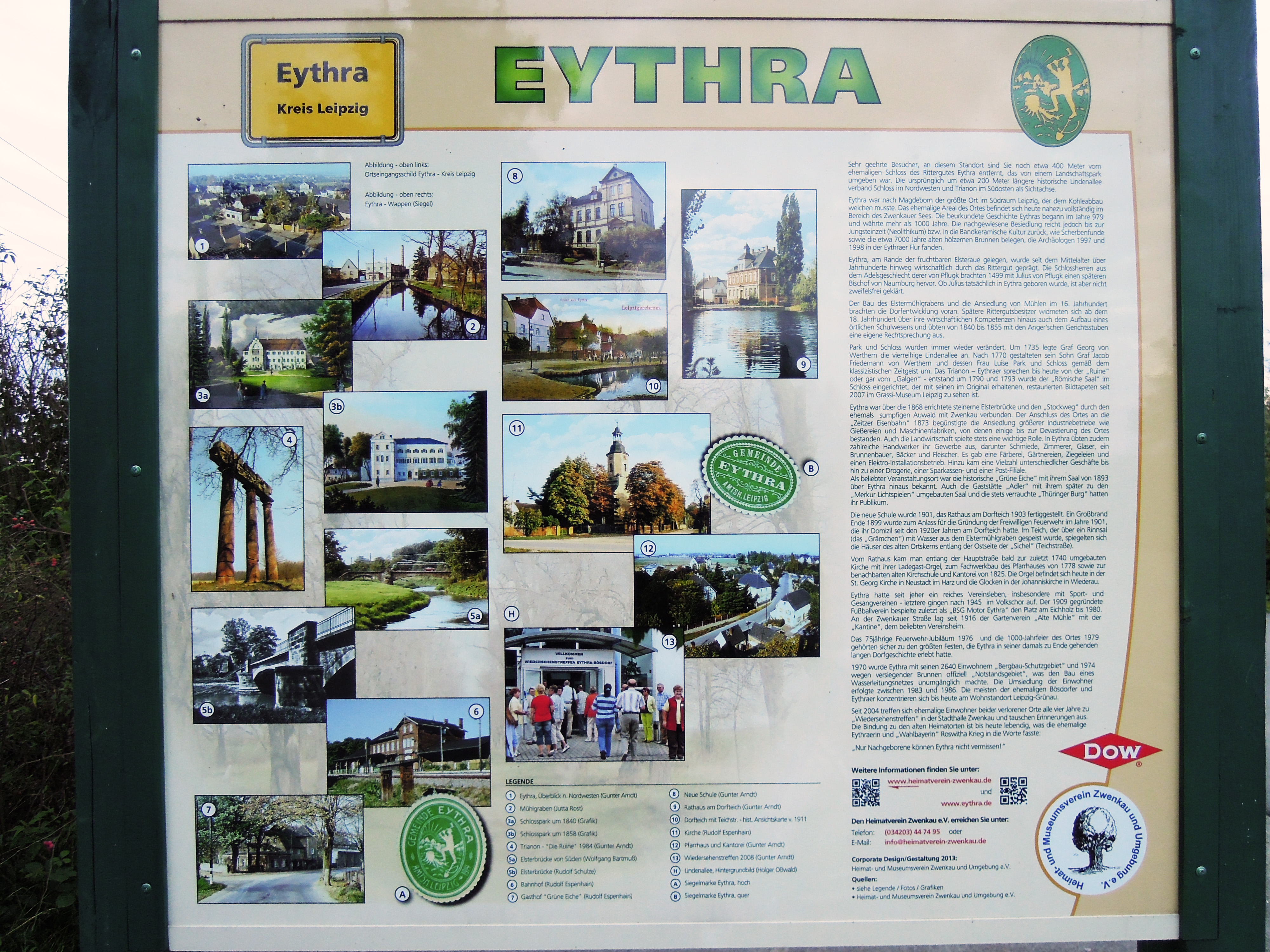
Informationstafel zum abgebaggerten Ort Eythra

Der See besitzt eine Wasserfläche von 970 Hektar und ist damit das größte Gewässer im Leipziger Neuseenland und nach Geiseltalsee (1850 Hektar) und Goitzsche (1330 Hektar) das drittgrößte im Mitteldeutschen Seenland, größer als der Tegernsee (908 Hektar). Die größte Tiefe des Sees an den Stellen des letzten Kohleabbaus beträgt 48,5 Meter und die mittlere Tiefe 17,7 Meter. Es gibt aber auch Flachwassergebiete. Der Umfang des Sees beträgt 22 Kilometer und sein Gesamtvolumen 172 Millionen Kubikmeter.
Der Zwenkauer See umfasst neben Zwenkauer Gebiet auch die Gemarkungen der ehemaligen Ortschaften Bösdorf und Eythra, die 1980 bis 1987 ausgesiedelt und abgebaggert wurden. Eine Informationstafel an der Südseite des Sees erinnert an die Geschichte von Eythra.

## Flutung

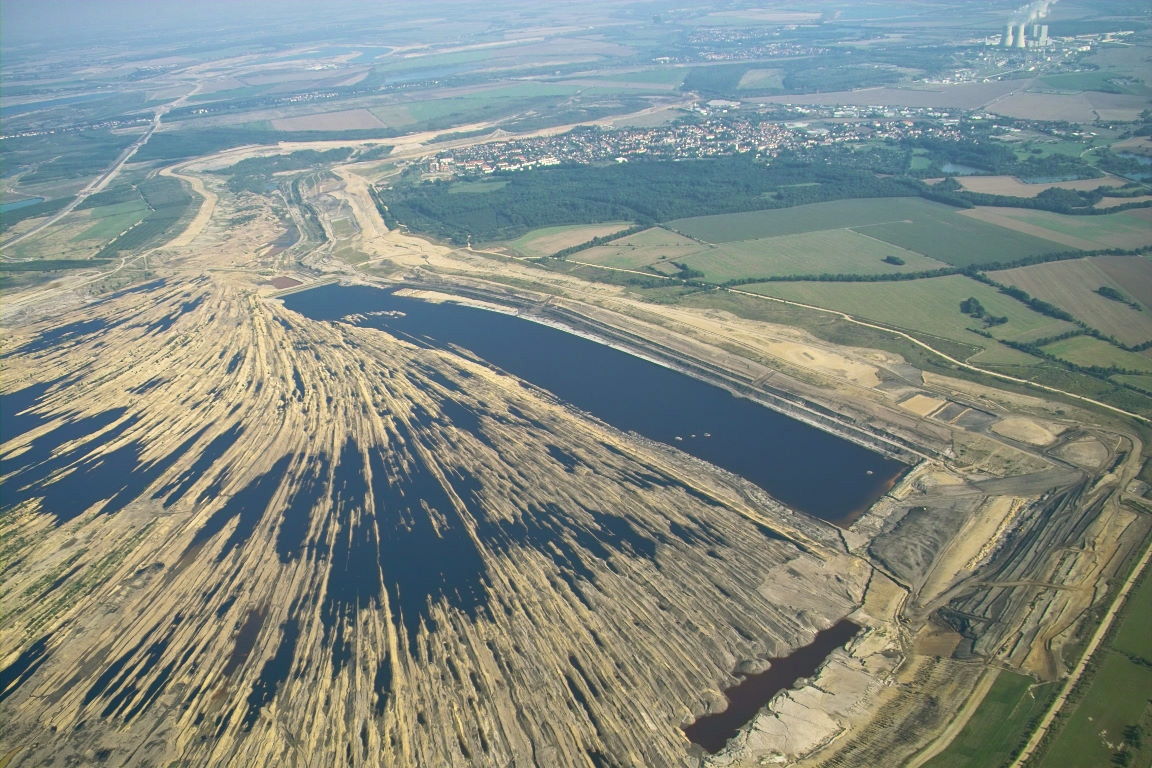
Das Restloch vor der Flutung; oben Zwenkau, September 2005

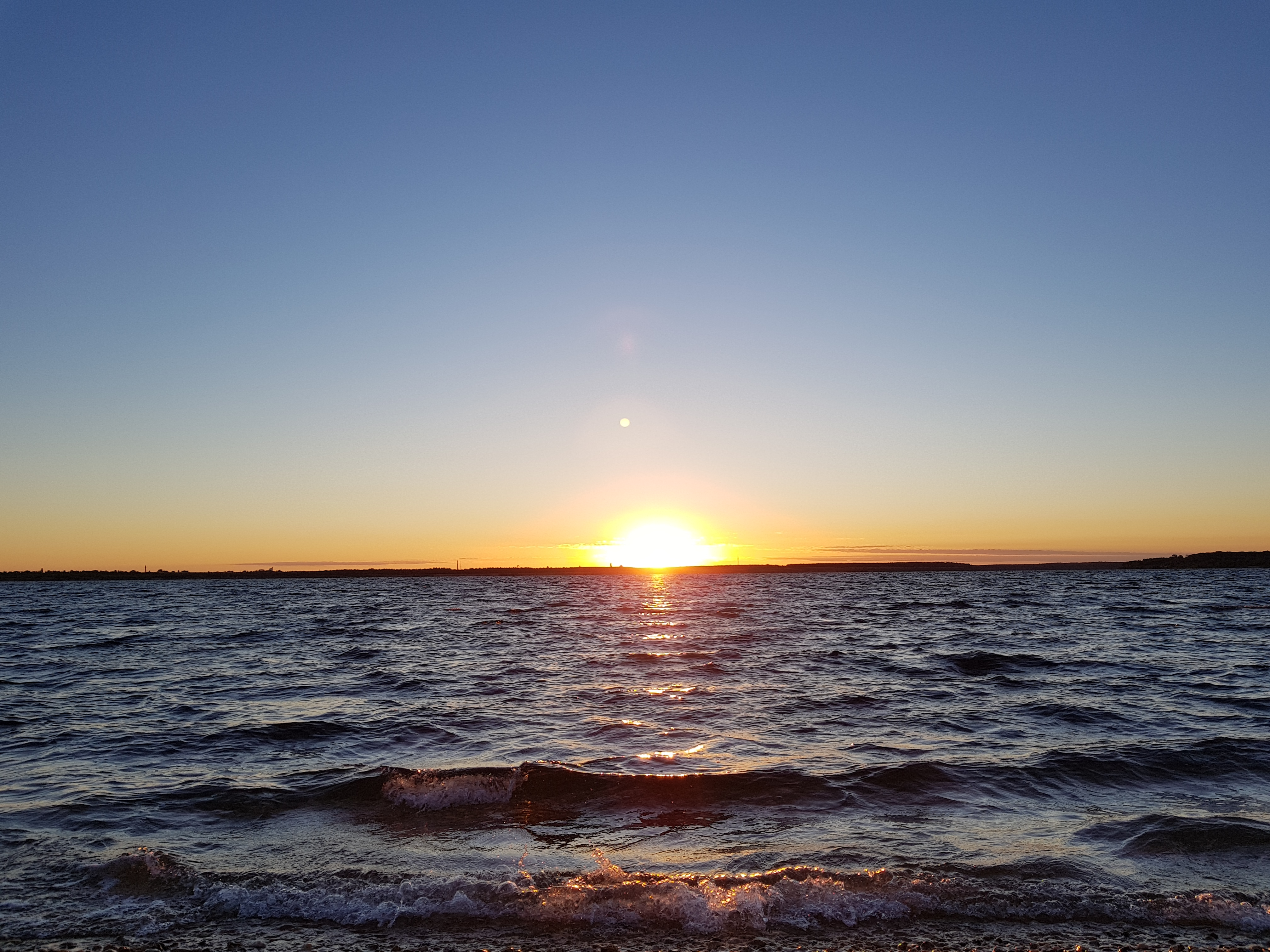
Sonnenaufgang am Zwenkauer See – Ufer Zitzschen

1999 wurde der Tagebaubetrieb eingestellt, und die Lausitzer und Mitteldeutsche Bergbau-Verwaltungsgesellschaft mbH (LMBV) begann zur bergbaulichen Sanierung mit der Herstellung der Böschungssysteme als wichtige Voraussetzung zur Füllung des zukünftigen Zwenkauer Sees. Dazu wurden bis Ende 2009 rund 14,5 Millionen Kubikmeter Erdmassen bewegt.
Als mit der Einstellung des Förderbetriebs auch die Entwässerung der Grube entfiel, begann sich im Restloch Grund- und Regenwasser zu sammeln. Die aktive Flutung startete im Januar 2007. Das Wasser wird dabei über eine 63 Kilometer lange Ringleitung herangeführt, die die Seen des Leipziger Neuseenlandes mit den noch aktiven Tagebauen Vereinigtes Schleenhain und Profen verbindet. Das Wasser fällt dort als Sümpfungswasser bei der Entwässerung der Tagebaue an. Dem Zwenkauer Restloch werden pro Minute etwa 45 Kubikmeter Wasser zugeführt. Das ergab zu Flutungsbeginn einen täglichen Anstieg des Wasserspiegels von etwa zwei Zentimetern. Mit der kontinuierlich größer werdenden Oberfläche des Sees ist dieser Wert inzwischen unter einen Zentimeter pro Tag zurückgegangen.
Zur Beschleunigung der Flutung und zum Hochwasserschutz wurde eine Verbindung zur benachbarten Weißen Elster hergestellt. Diese besteht aus einem Abschlag- und einem Überleitungsbauwerk in Form eines etwa 600 Meter langen Kanals zwischen Fluss und See und hat 2013 die Funktion aufgenommen. Die Wasserentnahme (bis maximal 3 m³/s) aus der Weißen Elster wird nur dann gestattet sein, wenn deren Wasserführung mindestens 8 m³/s beträgt. Im Regelfall liegt die Wasserentnahme bei 1,7 m³/s, da anderenfalls der kreuzende Fuß- und Radweg überflutet wird. Durch Einleitung des Elster-Wassers wird wieder ein täglicher Anstieg des Wasserspiegels um etwa 2 Zentimeter erreicht.
Das Flutungsende bei einem Endwasserstand von 113,5 m ü. NHN soll Ende 2014 erreicht sein. Durch das Hochwasser im Juni 2013 wurden durch das am 8. Mai fertiggestellte Einlaufbauwerk Zitzschen 130 m³/s Elsterwasser in den See geleitet. Der Seespiegel stieg dadurch innerhalb von knapp drei Tagen um 2,55 m. Das Einlaufbauwerk kostete 12 Millionen Euro, die sich schnell amortisiert haben. Der derzeitige Wasserstand (3. Juni 2015) beträgt über 112,41 m ü. NHN. Um bis zur Fertigstellung eines Auslaufbauwerks weiterhin dem Hochwasserschutz zu dienen, wurde das Flutungsregime geändert: Das ursprünglich für 2014 vorgesehene Flutungsende wird voraussichtlich erst 2015 erreicht.
Wie in vielen bergbaulichen Restlöchern besteht auch im Zwenkauer See das Problem, dass durch Oxidation des in den Abraummassen befindlichen Pyrits unter Einwirkung von Wasser und Sauerstoff Eisenhydroxid und Schwefelsäure entstehen, es kommt zur Versauerung des Wassers. Das Eisenhydroxid bewirkt die unschöne Braunfärbung durch Schwebstoffe im Wasser. Um der Versauerung entgegenzuwirken und für das Seewasser „Erholungsqualität“ zu erreichen, setzte die LMBV ab dem Sommer 2011 dem Flutungswasser aus der Ringleitung in Wasser gelösten Branntkalk zur Neutralisation zu. Die Neutralisationsanlage, welche vorher beim Hainer See mit Erfolg im Einsatz war, verarbeitete pro Tag 26 Tonnen Branntkalk.

## Fauna & Flora
Im Zwenkauer See kommen Döbel, Flussbarsche und Kamberkrebse vor. 

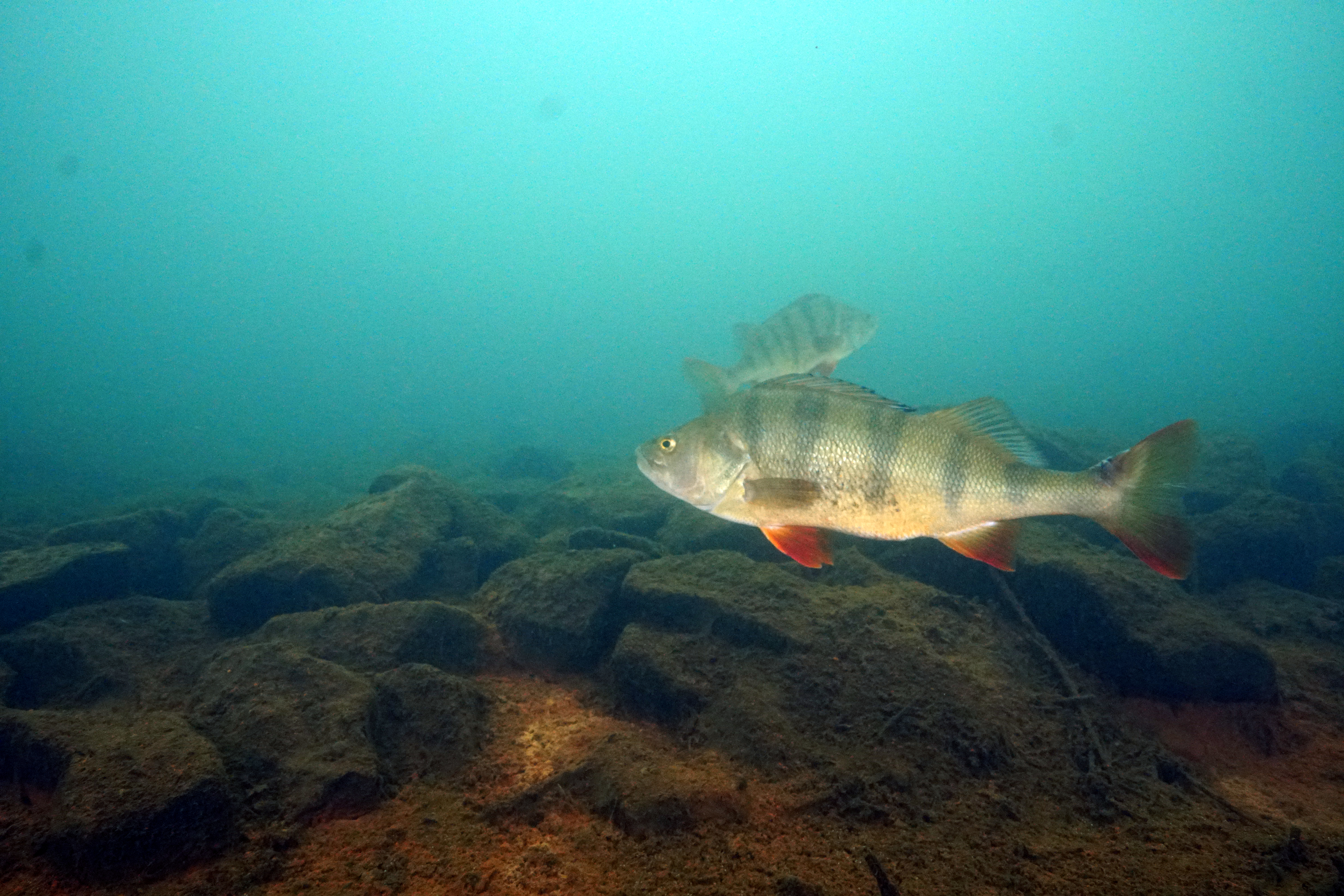
Große Flussbarsche im Zwenkauer See

 Es gibt Laichkräuter, Wasserpest und Armleuchteralgen.

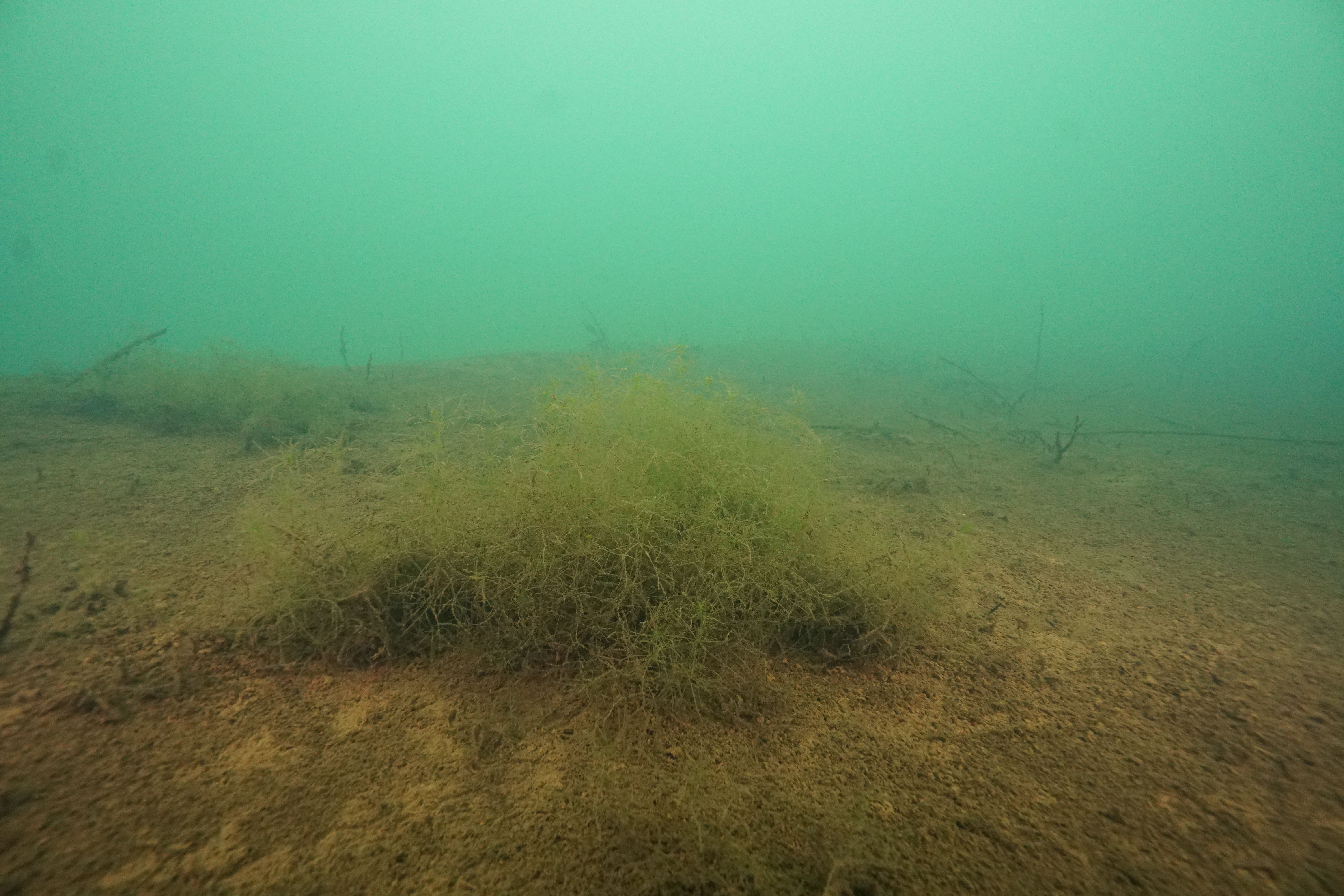
Armleuchteralgen am Boden des Zwenkauer Sees

## Nutzungspläne

### Touristisches Potential
Ein See von dieser Größe bietet ein beträchtliches touristisches Potential für die Region und wegen der Nähe der Autobahn auch über die Region hinaus. Dieses Potential umzusetzen haben sich die Stadt Zwenkau und der Zweckverband Neue Harth, ein Gremium aus Spitzenvertretern der beiden Städte Leipzig und Zwenkau, auf ihre Fahnen geschrieben.

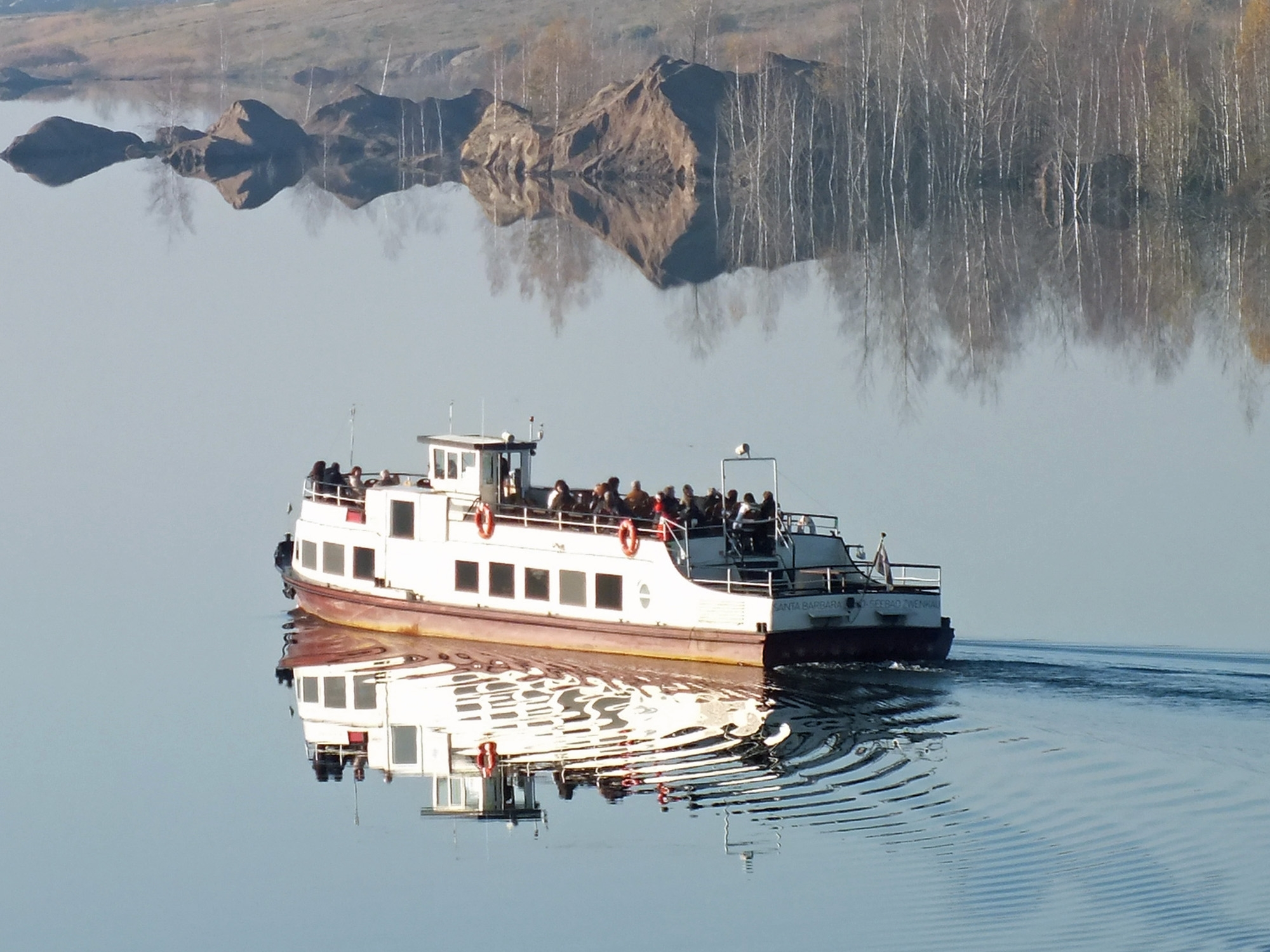
Die „Santa Barbara“

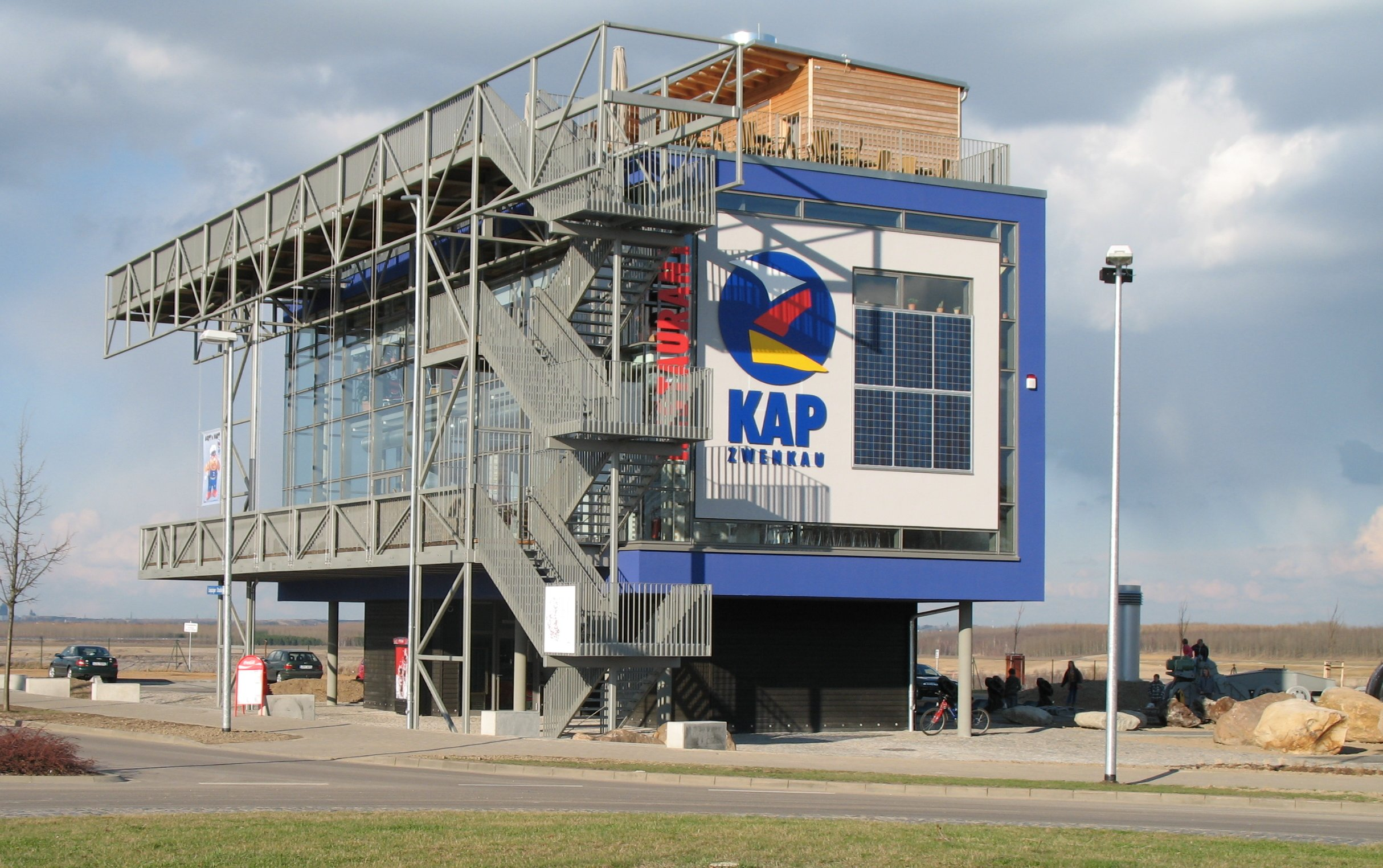
Der Ausstellungspavillon KAP ZWENKAU (2006)

Nach einem 2005 beschlossenen Masterplan wird sich der Zweckverband besonders dem Nordufer widmen. Dabei sollen in der Aufzählung von Osten beginnend folgende Einrichtungen etabliert werden: ein Hafen für einen Segelverein, ein Feriendorf mit maximal 400 Ferienhäusern, von denen 30 als auf dem See schwimmend errichtet werden sollen, samt zugehöriger Versorgungsstruktur; nach einem 350 Meter breiten Waldstreifen ist ein Platz für ein Hotel mit 150 Zimmern vorgesehen, dann folgt eine Seebrücke mit einem Anleger für Fahrgastschiffe, nach einem Sportpark mit vorgelagertem Sandstrand folgen ein Campingplatz und noch ein Segelstützpunkt. Im Nordosten des Sees wurde der für Motorboote schiffbare Harthkanal zum Cospudener See samt Schleuse zur Überbrückung des Höhenunterschieds der Seen von 3,5 m geplant, dessen Kosten sich aber vervielfachten und von 10 Mio. Euro auf zuletzt rund 150 Mio. Euro stiegen. Bis zum Abbruch des Projekts wurden durch die LMBV bereits 35 Mio. Euro ausgegeben, u. a. für die Verdichtung des Kippenbodens. Die wasserwirtschaftlich notwendigen Maßnahmen zur Überschusswasserableitung und Hochwasserentlastung werden nun kostengünstiger umgesetzt. Für den Wassertourismus wird nun eine Bootspassage als Alternative geprüft.
Während sich der Nordstrand noch in der Planungsphase befindet, herrscht im Mittelteil des Südstrandes, also im Norden Zwenkaus – Kap Zwenkau genannt –, schon rege Bautätigkeit. Hier wird neben einem großen Hafengelände die Infrastruktur für einen neuen Stadtteil Zwenkaus mit Wohn- und Arbeitsmöglichkeiten geschaffen. Das Hafenbecken für einen Yachthafen ist bereits fertig. Seit dem Sommer 2008 verkehrt das Ausflugsschiff Santa Barbara mit einer Sondergenehmigung zu Rundfahrten auf dem See. Es fasst bis zu 150 Personen.
Bereits im April 2006 wurde mit dem Ausstellungspavillon Kap Zwenkau ein erstes Gebäude in diesem Bauabschnitt errichtet. Es erinnert in seiner Architektur an die gesprengte Förderbrücke des ehemaligen Tagebaus. Im Ausstellungsraum und dem umgebenden Freigelände wird über die Bergbaugeschichte der Region informiert. Darüber hinaus gibt es eine Bilddokumentation über durch den Tagebau Zwenkau „verlorene Orte“: Eythra, Bösdorf und Zwenkau Nord. Über der Ausstellungsebene befinden sich eine Gastronomieetage und eine bewirtschaftete Aussichtsterrasse. Von hier hat man einen einzigartigen Blick auf das Hafengelände, den Freizeitpark Belantis und die Skyline von Leipzig. 2018 wurde von der ansässigen Tauchbasis als Attraktion ein Schiffswrack versenkt.

### Hochwasserschutz
Der Schutz von Leipzig vor Hochwassern der Pleiße wird durch Stauräume wie das Speicherbecken Borna und das Rückhaltebecken Stöhna gesichert. Für die Weiße Elster waren solche Reserven bisher nicht vorhanden. Dem soll der Zwenkauer See abhelfen. Durch das oben beschriebene Einleitbauwerk Zitzschen wird ermöglicht, dass über den Normalwasserstand von 113,5 m ü. NHN hinaus bis 115,5 m ü. NHN zusätzlich als Hochwasserspeicher genutzt werden können. Das ergibt bei der Fläche von 970 Hektar ein Speichervolumen von über 18,5 Millionen Kubikmeter.
Als Entnahmestelle des Elsterwassers dient neben dem oben erwähnten Abschlagbauwerk zur Flutungsunterstützung ein wesentlich größeres, für das das Flutungsbauwerk nur ein Bypass ist. Dieses gestattet die Überleitung von bis zu 130 m³/s. Bis zur Fertigstellung des Einlaufbauwerks war im Falle eines Hochwassers eine Notsprengung des Elsterdeiches bei Kleindalzig zur Einleitung in den See vorgesehen. Ein Auslaufbauwerk entstand an der Nordwestecke bei Hartmannsdorf, wo die Elster durch ihr Gefälle und ein dazwischen liegendes Wehr den Ablauf bis auf 114,0 m ü. NHN ermöglicht. Im Flutfall soll diese Hochwasserlamelle innerhalb 21 Tagen in die Weiße Elster abgeführt werden.
Die weitere Leerung des Sees bis auf Normalhöhe soll laut Masterplan an der Nordostseite über den Floßgraben erfolgen, der dann durch den Cospudener See in die Pleiße führt.
Die erste Nutzung des Sees als Hochwasserspeicher erfolgte am 3. Juni 2013.

## Besonderheiten
Das Standesamt Zwenkau bietet interessierten Paaren die Möglichkeit, auf dem See an Bord der MS Santa Barbara die Trauung durchzuführen.

## Seebilder

Aufnahmen zwischen November 2011 und Juni 2018
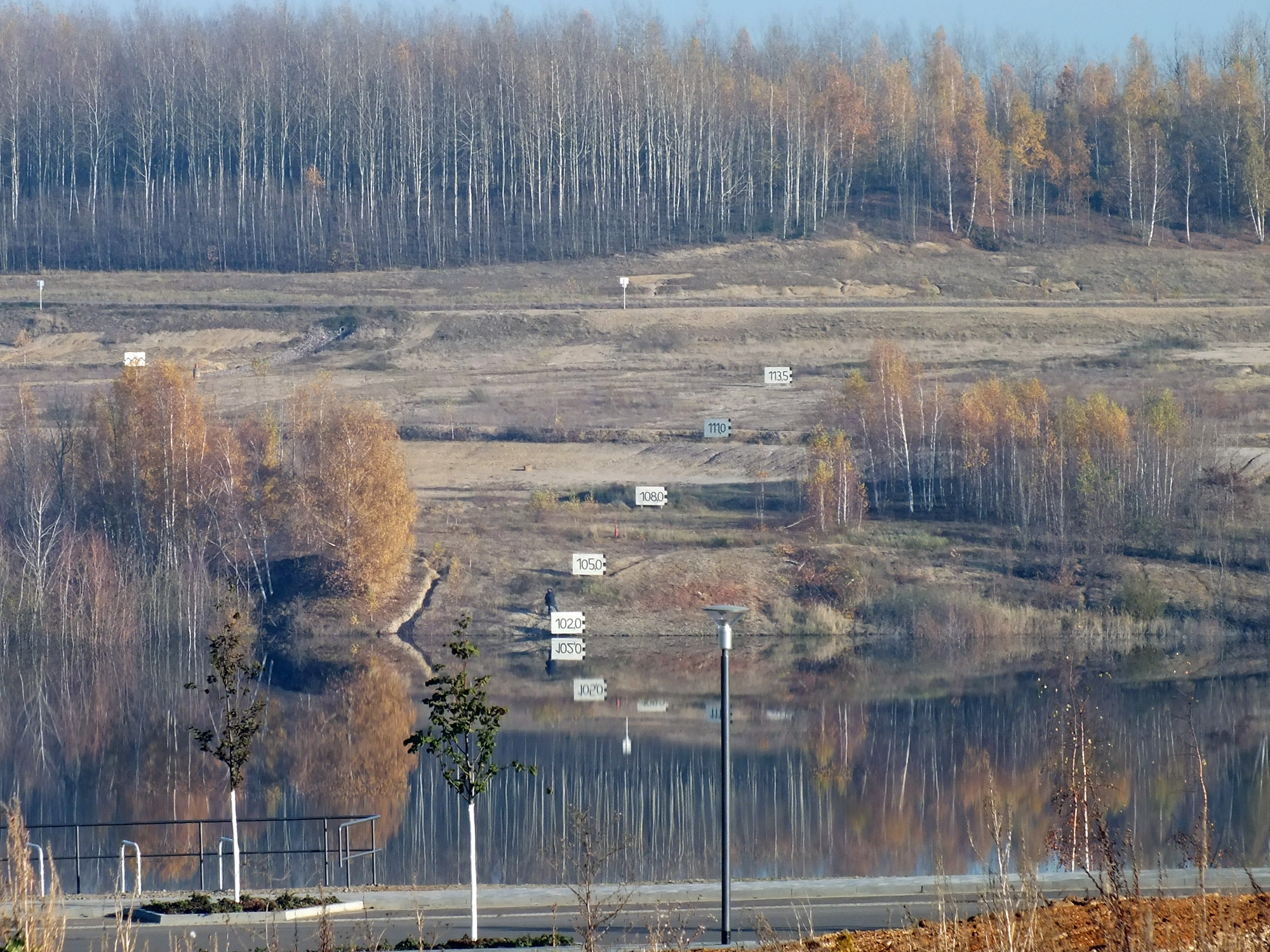
Höhenmarken zur Flutungsanzeige am Ostufer
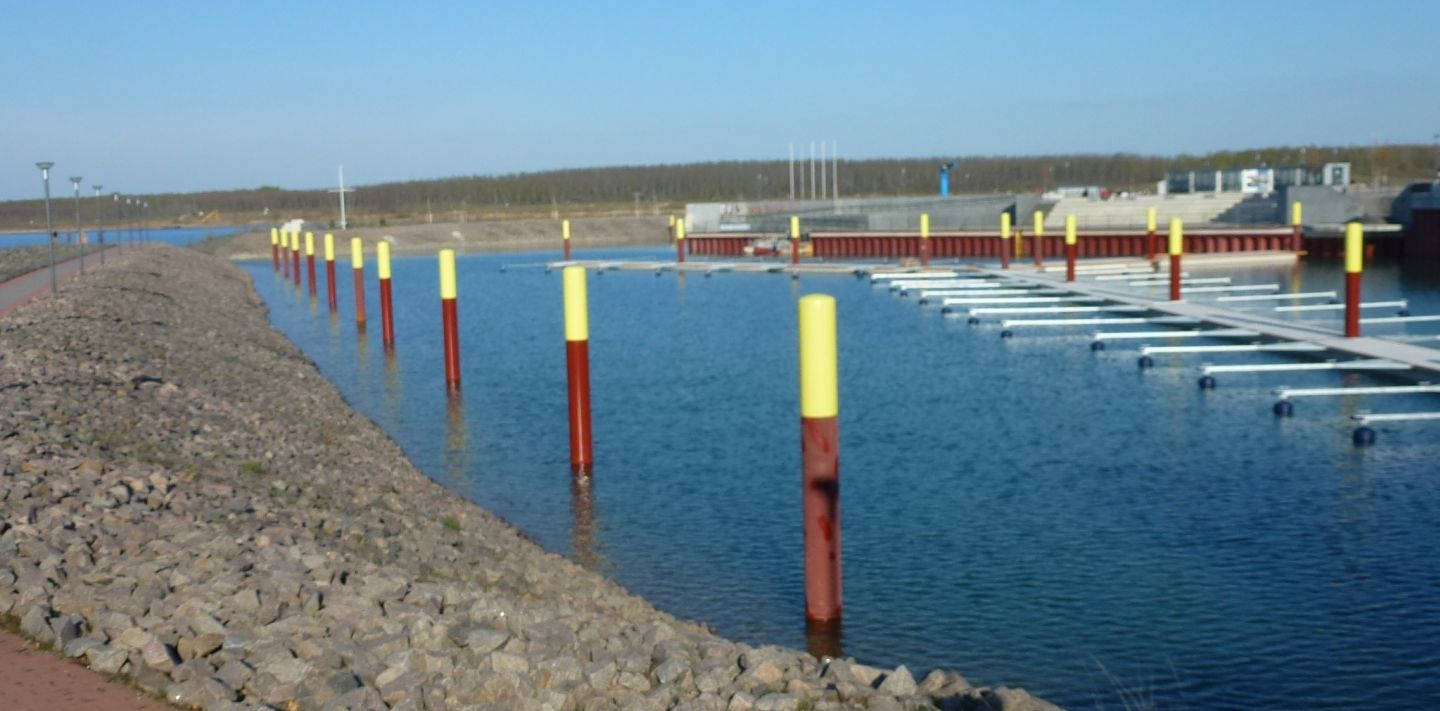
Erste Wohnhäuser am Kap Zwenkau
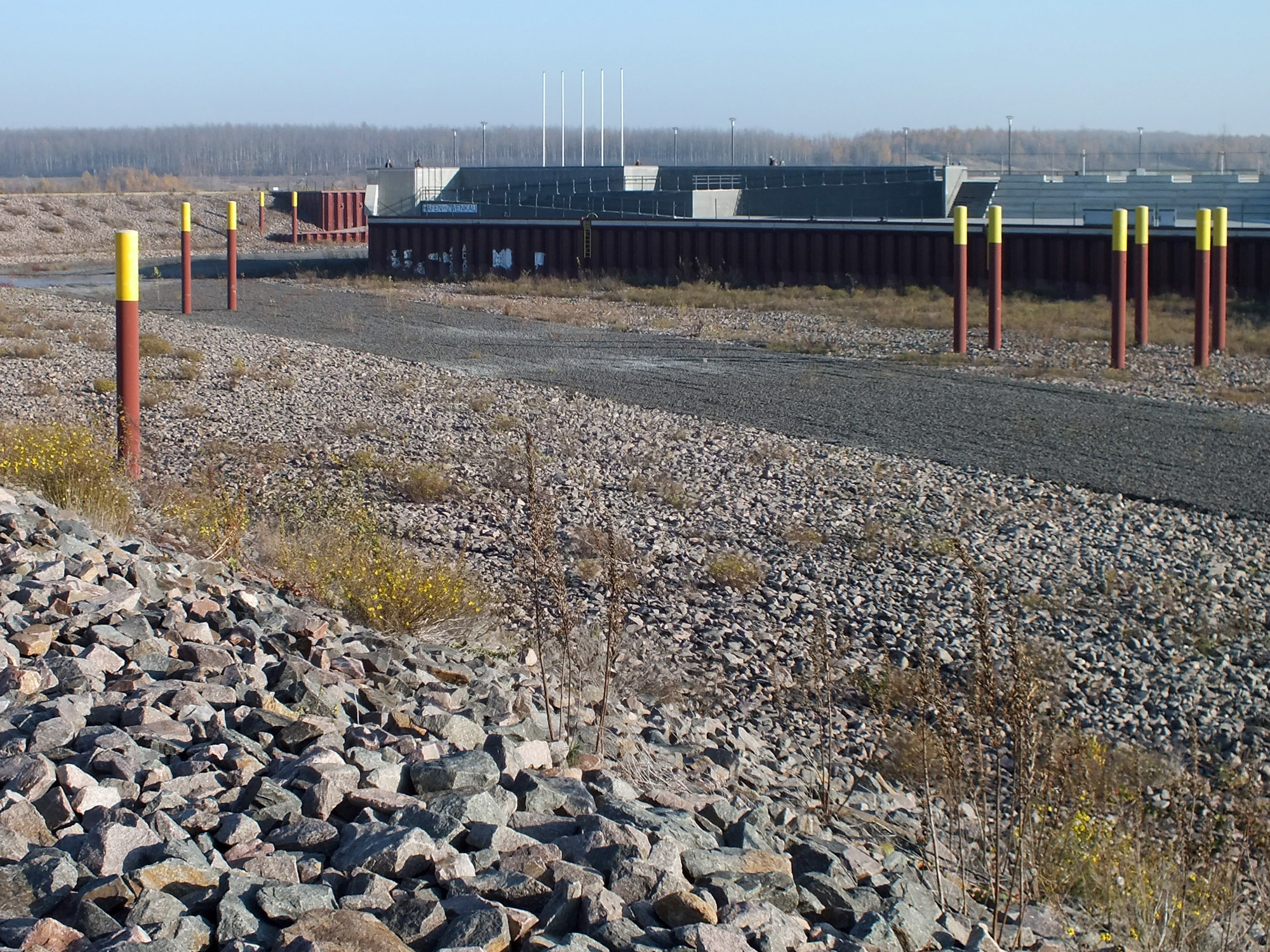
Marina
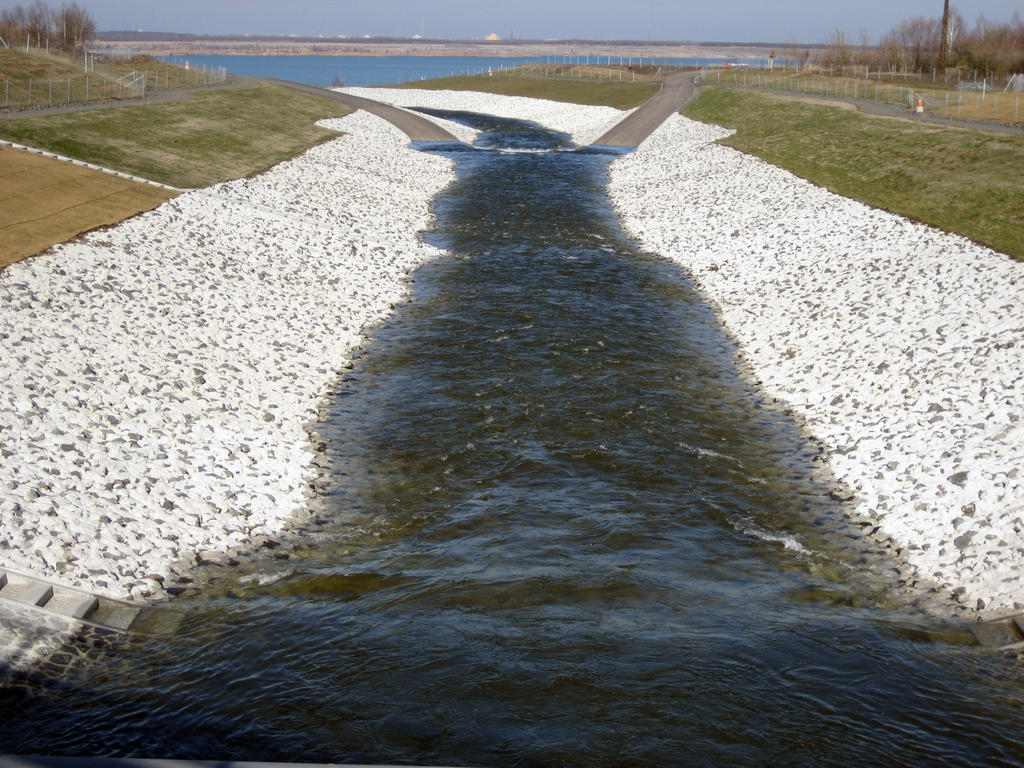
Elsterwasser fließt in den See März 2013
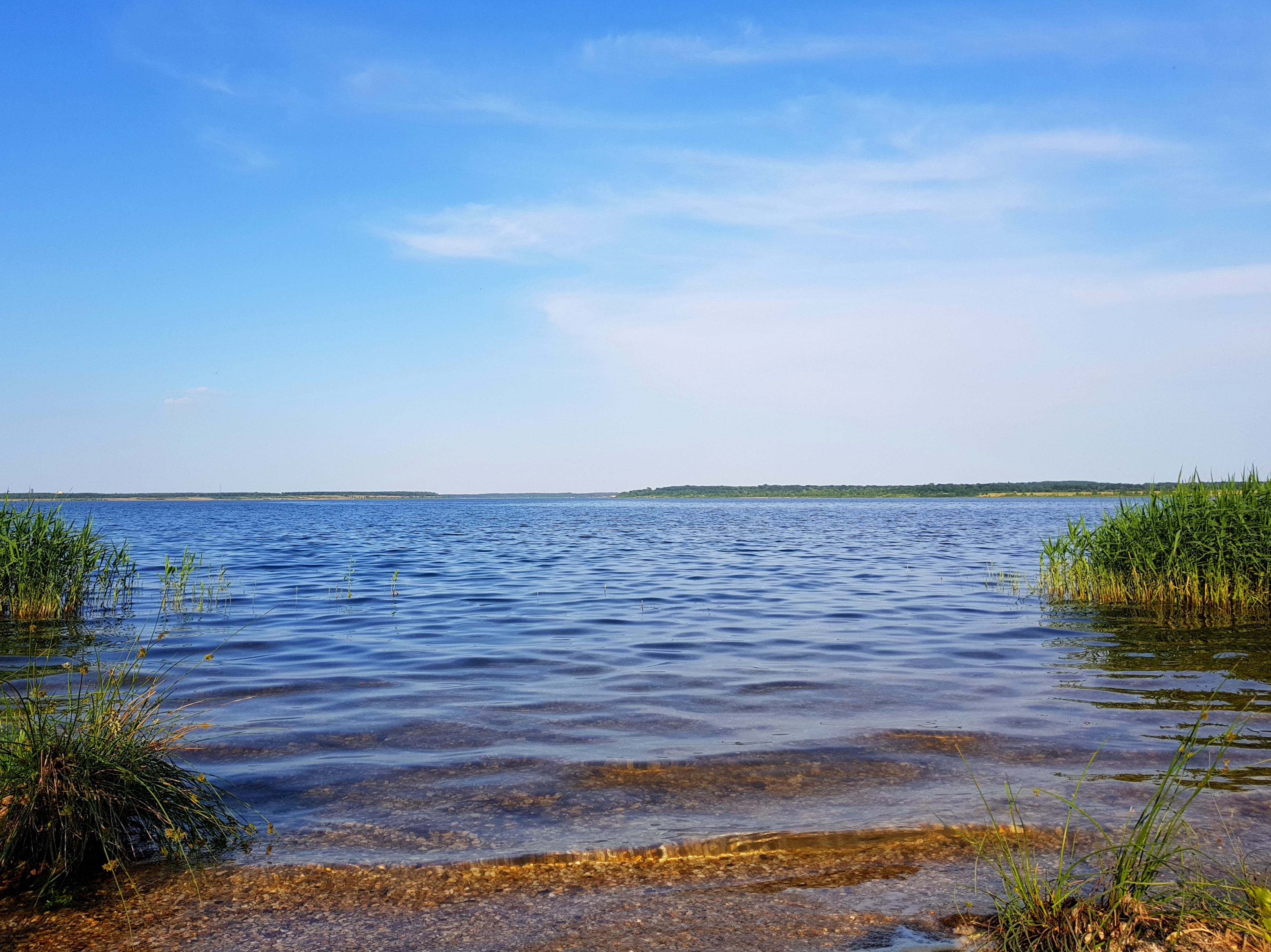
Zwenkauer See 2018, Zitzschener Ufer
ca. 180°-Panorama des Zwenkauer Sees vom Aussichtspunkt am Kap Zwenkau (Blickrichtung von West über Nord nach Ost, 2011)
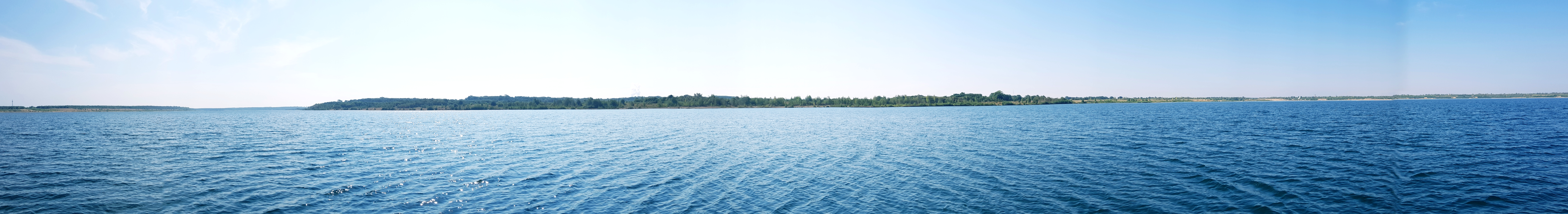
Panorama Zwenkauer See Richtung Süden, Juli 2018